# 切斯納特芒廷 (喬治亞州)
切斯納特芒廷（英語：Chestnut Mountain）是位於美國喬治亞州霍爾縣的一個非建制地區。該地的面積和人口皆未知。

## 地理
切斯納特芒廷的座標為34°10′21″N 83°50′17″W / 34.17250°N 83.83806°W，而該地的平均海拔高度為345米（即1132英尺）。